# Луддиты
Лудди́ты (англ. luddites) — участники стихийных протестов первой четверти XIX века против внедрения машин в ходе промышленной революции в Англии. С точки зрения луддитов, машины вытесняли из производства людей, что приводило к технологической безработице и ухудшению навыков ремесленников. Часто протест выражался в погромах и разрушении машин и оборудования.

## История движения

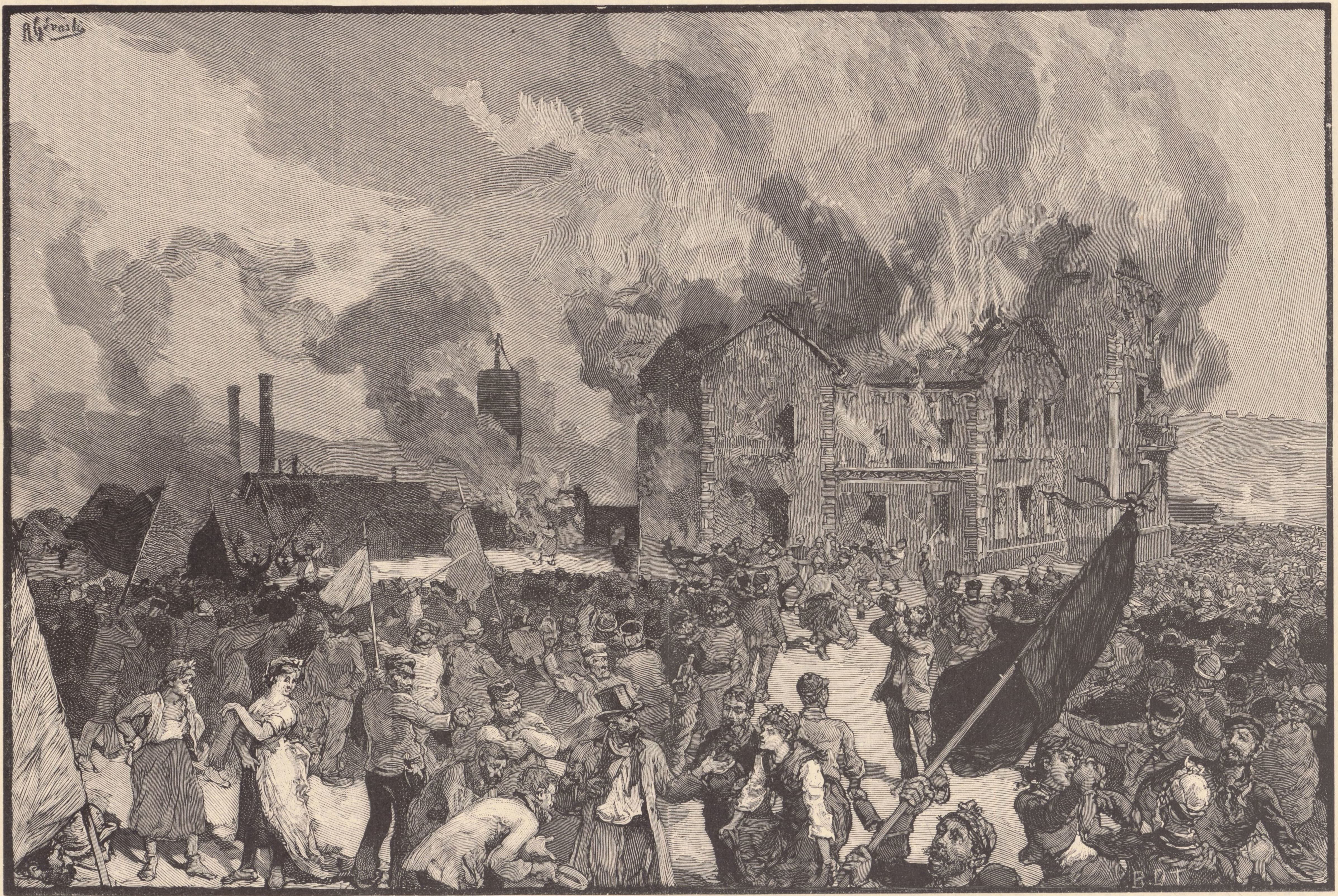
Бастующие сжигают стекольную фабрику Эжена Бодо. Бельгия, 1886 год

Луддиты считали своим предводителем некоего Неда Лудда, также известного как «Король Лудд» или «Генерал Лудд», которому приписывалось уничтожение двух чулочных станков, производивших дешёвые чулки и подрывавших дела опытных вязальщиц, и чья подпись стоит на Манифесте рабочих того времени. Исторически не подтверждено, существовал ли Нед Лудд или нет.
Движение быстро распространилось по всей Англии в 1811 году, оно повлекло за собой разрушение шерстяных и хлопкообрабатывающих фабрик, пока английское правительство жёстко его не подавило. Луддиты собирались по ночам на торфяниках, окружающих индустриализованные города, занимаясь, по большей части, строевой подготовкой и манёврами.
Напряжённые бои между луддитами и войсками прошли у фабрики Бартонов (Burton’s Mill) в Миддлтоне и фабрики Вестоутон (Westhoughton) — обе были расположены в Ланкашире. Ходили слухи, что члены городских магистратов нанимали шпионов, в задачи которых входило создание сумятицы при атаках. Члены магистратов и продавцы пищевых продуктов часто были жертвами покушений и нападений со стороны анонимного генерала Лудда и его сторонников.
Уничтожение машин (индустриальный саботаж) было объявлено преступлением, наказуемым смертной казнью, и 17 человек были казнены в 1813 году. Множество людей, обвинённых в разрушении машин, было отправлено в Австралию. В какое-то время войска занимались подавлением луддитских восстаний сильнее, чем сопротивлением Наполеону на Пиренейском полуострове.
События, аналогичные действиям луддитов в Англии в начале XIX века, происходили и позднее. Например, в ходе бельгийской забастовки 1886 года рабочие уничтожили стекольную фабрику и виллу Эжена Бодо (фр. Eugène Baudoux) рядом с Шарлеруа. Незадолго до этих событий Эжен Бодо внедрил на своей фабрике новейшие ванные печи для плавки стекла. Работа с такими печами требовала более низкой квалификации, чем в старых горшочечных печах, что позволяло фабриканту заменять высококвалифицированных (как правило — потомственных) стеклодувов менее квалифицированной рабочей силой. Именно эта фабрика была уничтожена забастовщиками 26 марта, в то время как фабрики, продолжавшие работать по старому методу, не подвергались нападениям. Толпа из пяти тысяч человек всего за полчаса сначала разрушила оборудование фабрики, а затем полностью сожгла её. После этого толпа разграбила и сожгла виллу («замок») Бодо.
В последнее время понятия «луддизм», «луддит», а также «неолуддизм» и «неолуддит» стали применяться к людям, которые борются с достижениями инновационных технологий.

## В художественной литературе
- Знаменитая английская писательница Шарлотта Бронте посвятила луддитам свой роман «Шерли» (1849).
- Движение луддитов широко освещается в приключенческом романе советского писателя Р. А. Штильмарка «Наследник из Калькутты» (1958), хотя отнесено в нём к более раннему времени — началу 70-х годов XVIII века.